# Endomorphismus
In der universellen Algebra ist ein Endomorphismus (von griechisch ἔνδον éndon ‚innen‘ und μορφή morphē ‚Gestalt‘, ‚Form‘) ein Homomorphismus {\displaystyle f\colon A\to A} einer mathematischen Struktur {\displaystyle A} in sich selbst. Ist {\displaystyle f} zusätzlich ein Isomorphismus, wird er auch Automorphismus genannt.
In der Kategorientheorie heißt jeder Morphismus, dessen Quelle und Ziel übereinstimmen, ein Endomorphismus des fraglichen Objektes.
Die Gesamtheit der Endomorphismen eines Objektes {\displaystyle A} wird mit {\displaystyle \operatorname {End} (A)} bezeichnet und bildet stets ein Monoid (das Endomorphismenmonoid oder die Endomorphismenhalbgruppe), in additiven Kategorien sogar einen (unitären) Ring, den Endomorphismenring.

## Definition

### Algebraische Strukturen
Sei {\displaystyle (A,(f_{i}))} eine algebraische Struktur, also eine nichtleere Menge {\displaystyle A} zusammen mit einer endlichen Anzahl an Verknüpfungen {\displaystyle f_{i}} mit entsprechenden Stelligkeiten {\displaystyle \sigma _{i}}. Eine solche algebraische Struktur könnte beispielsweise ein Vektorraum {\displaystyle (A,(+,\cdot ))}, eine Gruppe {\displaystyle (A,*)} oder ein Ring {\displaystyle (A,(+,*))} sein. Dann versteht man in der Algebra unter einem Endomorphismus {\displaystyle \phi \colon A\to A} eine Abbildung der Menge {\displaystyle A} auf sich selbst, die ein Homomorphismus ist, das heißt, es gilt
{\displaystyle \phi \left(f_{i}(a_{1},\dotsc ,a_{\sigma _{i}})\right)=f_{i}(\phi (a_{1}),\dotsc ,\phi (a_{\sigma _{i}}))}
für alle {\displaystyle i} und alle {\displaystyle a_{1},\dotsc ,a_{\sigma _{i}}\in A}.

### Kategorientheorie
Sei {\displaystyle X} ein Objekt einer Kategorie. Ein Morphismus {\displaystyle f\colon X\to X}, der auf einem Objekt {\displaystyle X} operiert, heißt Endomorphismus.
Für Kategorien von Homomorphismen zwischen algebraischen Strukturen ist die Definition äquivalent zu der im vorherigen Abschnitt.

## Spezielle Strukturen

### Vektorräume

#### Allgemeines
In der linearen Algebra ist ein Endomorphismus eines {\displaystyle K}-Vektorraumes {\displaystyle V} eine {\displaystyle K}-lineare Abbildung {\displaystyle f\colon V\to V}. Dabei bedeutet {\displaystyle K}-linear (oder auch einfach linear, wenn klar ist, welcher Körper gemeint ist), dass die Gleichung
{\displaystyle f\left(ax+y\right)=af\left(x\right)+f\left(y\right)}
für alle {\displaystyle a\in K} und alle {\displaystyle x,y\in V} erfüllt. Zusammen mit der Addition der Bilder und der Komposition als Multiplikation bildet die Menge aller Endomorphismen einen Ring, den man den Endomorphismenring nennt. Werden die linearen Abbildungen durch Matrizen beschrieben, so erhält man mit der Matrizenaddition und der Matrizenmultiplikation den Matrizenring, der isomorph zum Endomorphismenring ist.
Ist der zugrundeliegende Vektorraum ein topologischer Vektorraum und betrachtet man den Vektorraum der stetigen Endomorphismen, der im Fall unendlichdimensionaler Vektorräume im Allgemeinen ein echter Unterraum des Endomorphismenraums ist, so kann man auf diesem Vektorraum aller stetiger Endomorphismen eine Topologie induzieren, sodass die Addition und die Multiplikation des Rings stetig sind. Somit ist der Endomorphismenring ein topologischer Ring.

#### Beispiel
Die Ableitung {\displaystyle \textstyle {\frac {\mathrm {d} }{\mathrm {d} x}}} ist auf dem Vektorraum der Polynome {\displaystyle V=\mathbb {R} [x]_{3}} maximal dritten Grades mit reellen Koeffizienten ein Endomorphismus. Als Basis von {\displaystyle V} wählt man die monomiale Basis {\displaystyle \textstyle \left\{1,x,x^{2},x^{3}\right\}}. Diese kann man isomorph auf die kanonische Basis des {\displaystyle \mathbb {R} ^{4}} abbilden, durch {\displaystyle \Phi \left(x^{i}\right)=(0,\dotsc ,1,\dotsc ,0)^{t}\in \mathbb {R} ^{4}}. Die 1 steht dabei an der i-ten Stelle des 4-Tupels. Also kann man jedes Polynom aus {\displaystyle \mathbb {R} [x]_{3}} als 4-Tupel darstellen, so ist zum Beispiel {\displaystyle \Phi \left(4x^{3}+2x+5\right)=(4,0,2,5)^{t}}. Nun kann man {\displaystyle \Phi } mit {\displaystyle \textstyle {\frac {\mathrm {d} }{\mathrm {d} x}}} verketten und erhält für das Differential eine Matrixschreibweise:
{\displaystyle \Phi \circ {\frac {\mathrm {d} }{\mathrm {d} x}}\circ \Phi ^{-1}={\begin{pmatrix}0&0&0&0\\3&0&0&0\\0&2&0&0\\0&0&1&0\end{pmatrix}}}.
Wendet man diese Matrix auf obiges Beispiel {\displaystyle (4,0,2,5)^{t}} an, so erhält man {\displaystyle (0,12,0,2)^{t}}, was dem Polynom {\displaystyle 12x^{2}+2} entspricht; das hätte man auch durch direktes Anwenden der Ableitung erhalten können.

### Gruppen
Ein Endomorphismus auf einer Gruppe {\displaystyle G} ist ein Gruppenhomomorphismus {\displaystyle \phi } von {\displaystyle G} nach {\displaystyle G}, das heißt für {\displaystyle \phi \colon G\to G} gilt {\displaystyle \phi (gh)=\phi (g)\phi (h)} für alle {\displaystyle g,h\in G}.